# Bunuri mobile din domeniul știință și tehnică clasate în patrimoniul cultural național al României aflate în județul Bihor
Acestă listă conține bunurile mobile din domeniul știință și tehnică clasate în Patrimoniul cultural național al României aflate la momentul clasării în județul Bihor.

## Tezaur
| Foto | Informații generale                                                                        | Detalii tehnice | Descriere | Deținător                         | Legături |
| ---- | ------------------------------------------------------------------------------------------ | --- | --- | --------------------------------- | -------- |
|      | Manopan Autor: Euphonika Musikwerke, Leipzig (Fabrica de Instrumente Muzicale “Euphonika”) | Datare: sf. sec. XIX - înc. sec. XX Descoperit: jud. Bihor, com. BORȘ, Vama Borș Dimensiuni: L: 84 cm; LA: 40,5 cm; I: 47 cm Material: cutie din lemn de culoare neagră; mecanism cu burduf din piele, acționat manual; mecanism de ungere, supape, cartelă perforată circulară                                                    | Cutia din lemn, de formă paralelipipedică, are o cromatică de culoare neagră și este despărțită în două compartimente: unul conține manivela, burduful din piele și aparatul pentru ungere (așa cum se poate vedea pe o plăcuță metalică, cu o ornamentație foarte simplă, având inscripția: ”Oel Apparat, Anweisung siehe unten”/ ”Aparat de gresare, a se vedea instrucțiunea dedesubt”, pe baza inferioară a aparatului), iar celălalt mecanismul de citire, format din supape și lamele elastice confecționate din oțel, care vibrează. Fețele laterale au o decorație simplă, un cadru care, pe alocuri, conține inscripții executate în culoarea aurie (precum Excelsior = Manopan). Partea superioară a organetei este decorată ceva mai bogat, având un cadru liniar și un element decorativ central, în care domină cercul și unele elemente vegetale. Cartela/banda muzicală utilizată este din carton tip Manila sau din metal, ambele perforate. Lățimea benzii este de 16,5 cm, lungimea sa fiind disponibilă în două dimensiuni: 1,3 metri și 2,6 metri. Instrumentul este însoțit de un număr de 43 cartele perforate închise. | Muzeul Țării Crișurilor, Oradea   | Cimec    |
|      | Locomotivă electrică Autor: Katharinahütte G.M.B.H.                                        | Datare: începutul secolului al XX-lea Școală: Katharinahütte G.M.B.H. Descoperit: jud. Mainz-Binghen, BINGEN AM RHEIN Dimensiuni: L=5,500 mm; LA=2,036 mm; Î=3,100 mm Material: Boghiu turnat echipat cu roți cu spițe și cu osii din oțel, cutia locomotivei este o construcție din tablă și profile din oțel, tampoane din oțel. | Locomotivă electrică de mici dimensiuni și ecartament normal (1435 mm); boghiu echipat cu două osii; patru roți cu spițe având fiecare diametrul de 900 mm; cutia locomotivei construită pe schelet metalic, fiind prevăzută cu o singură cabină de conducere plasată central, căptușită în interior cu material lemnos; cutia, mai alungită la cele două capete, dispune de un loc special pentru depozitarea nisipului ce a fost utilizat pe timp de iarnă pentru aderența dintre roțile sale și calea de rulare; echipată cu tampoane standard de locomotivă, sistem de alimentare de tip troleu-liră (2 buc.). Inscripție pe plăcuța de producție: ”Katharinahütte G.m.b.H., Rohrbach b. Ingbert N°. 33, 1905, Com.1224”. Dimensiuni de gabarit: 5,500 x 2,036 x 3,100 mm; distanța dintre tampoane: 6,800/7,000 mm; distanța dintre axele osiilor: 2,800 mm. Culoarea inițială: negru. | S.C. Transport Local S.A., Oradea | Cimec    |
|      | Polyphon                                                                                   | Datare: sfărșitul secolului al XIX-lea – începutul secolului al XX-lea Școală: “POLYPHON” MUSIKWERKE, WAHREN; Fabrica de Instrumente Muzicale “Polyphon” Dimensiuni: L=58 cm; LA=56 cm; I= 52 cm Material: cutie din lemn furniruită și lăcuită, bogat ornată; mecanism cu arc acționat manual                                     | Carcasa este formată de o cutie din lemn, de formă paralelipipedică, furniruită și lăcuită, bogat ornată, cu decorațiuni sculptate și marchetărie cu motive florale. Interiorul capacului conține un desen ce prezintă un grup de putti interpretând o partitură muzicală, într-un peisaj dominat de motive de arhitectură clasică. Discul perforat din metal, așezat pe orizontală, este pus în mișcare de rotație cu ajutorul unui motor de antrenare, un arc de oțel. Acesta este încordat de o manivelă. Odată cu destinderea arcului, discul perforat se rotește cu viteză constantă, reglată de un regulator de turație. Prin intermediul unor rotițe dințate, proeminențele din dreptul perforațiilor, de pe suprafața discului, pun în vibrație lamelele elastice acordate pe note muzicale a două registre din oțel, făcând astfel posibilă audierea piesei înregistrate. | Muzeul Țării Crișurilor, Oradea   | Cimec    |
|      | Mignon                                                                                     | Datare: prima jumătate a secolului al XX-lea Școală: AEG – Filiala Erfurt Descoperit: jud. Ilfov, București Dimensiuni: L=33 cm; LA=31 cm; I= 18 cm Material: oțel | Este un model cu carul mic și trei clape. Un ac cântător se deplasează pe suprafața unei plăci (interschimbabile, în funcție de alfabetul utilizat), care are inscripționate litere, cifre și semne de punctuație. Prin intermediul a două clape, caracterul alfanumeric dorit de transpus pe un cilindru rotitor (de asemenea, interschimbabil), care la rându-i îl imprimă pe hârtie. Cu ajutorul clapei din stânga se selectează caracterul dorit, iar cu al celei din dreapta se declanșează operația de imprimare a caracterului. Prin acționarea celei de a treia clape, poziționată cea mai în dreapta, se comanda trecerea la începutul rândului următor. | Muzeul Țării Crișurilor, Oradea   | Cimec    |

## Fond
| Foto | Informații generale | Detalii tehnice | Descriere | Deținător                         | Legături |
| ---- | --- | --- | --- | --------------------------------- | -------- |
|      | Patefon Autor: Fabrica de patefoane din Moscova | Datare: 1953 Descoperit: jud. Bihor, com. MUNICIPIUL ORADEA Dimensiuni: L: 41,5 cm; LA: 29 cm; I: 16,5 cm Material: cutie din lemn, cu încuietoare, îmbrăcată cu pânză impermeabilă de culoare maronie | Aparatul este un model portabil, cu pavilion acustic interior, încorporat într-o cutie din lemn îmbrăcată cu pânză impermeabilă de culoare maronie, ce imită pielea naturală. În interior se află platanul discului, antrenat de un mecanism cu arc; brațul mobil montat în partea dreaptă se termină cu doza acustică; regulatorul de viteză plasat în partea stângă a platanului; pârghia de pornire-oprire montată sub platan; în partea dreaptă, cutia este prevăzută cu o deschizătură cu resort, pentru păstrarea acelor montată lateral în peretele aparatului. La baza capacului, în interior, este montat un suport metalic pentru susținerea manivelei de antrenare. Conține și o încuietoare la capac. În interiorul acestuia, central, este aplicată emblema lizibilă a producătorului: “Московский Патефонный Завод, Министерство местной и топливной промышленности РСФСР” (Fabrica de patefoane din Moscova. Ministerul industriei locale și combustibilului al RSFSR). Blazon policrom în formă de hexagon regulat, având ca și axă de simetrie diagonala mare; în prim plan este reprezentat un patefon stilizat, în stare de funcționare; în planul secund apare, tot stilizat, podul Crimeea de peste râul Moscova, iar în planul îndepărtat clădiri ale Kremlinului. | Muzeul Țării Crișurilor, Oradea   | Cimec    |
|      | His Master's Voice Autor: The Gramophone Company LTD.                                                                                                | Datare: 1925 Descoperit: jud. Bihor, com. MUNICIPIUL ORADEA Dimensiuni: L: 42 cm; LA: 29 cm; I: 14,5 cm Material: cutie din lemn, cu încuietoare, îmbrăcată cu pânză impermeabilă de culoare neagră | Patefon portabil, încorporat într-o cutie din lemn, de formă paralelipipedică, cu încuietoare, îmbrăcată în pânză impermeabilă de culoare neagră, cu pavilion acustic interior. În interior se află platanul pentru suportul discului, brațul acustic cu doza de redare, regulatorul de viteză care îndeplinește și rol de pârghie de pornire-oprire. Lateral dreapta, sub platan, dispune de un orificiu în care se introduce manivela pentru antrenarea mecanismului cu arc. Conține un sertăraș cu resort pentru păstrarea acelor de rezervă (124 buc.), montat în peretele din dreapta a aparatului. În interiorul capacului se află un spațiu special amenajat pentru discotecă, asemenea unui buzunar pe care sunt imprimate blazonul și inscripția HIS MASTER’S VOICE, THE GRAMOPHONE COMPANY LTD / PATENT APPLIED FOR (VOCEA STĂPÂNULUI SĂU/COMPANIA GRAMOPHONE LTD/BREVETUL APLICAT PENTRU). Blazon policrom de formă dreptunghiulară, pe partea interioară a capacului; imaginea mărcii provine de la un tablou realizat de artistul englez Francis Barraud, intitulat Vocea stăpânului său, reprezentând un gramofon, model “Victor” și un câine, cu numele Nipper; în țările Imperiului Britanic blazonul a fost utilizat cu începere din 1910. Aflat într-o perfectă stare de funcționare, aparatul este prevăzut cu mâner pentru transport. | Muzeul Țării Crișurilor, Oradea   | Cimec    |
|      | Orchestron cu rotile, cu șase melodii înregistrate elicoidal. His Master's Voice Autor: Erste Prager Musikwerke und Orchestrion Fabrik ”Diego Fuchs” | Datare: 1/4 sec. XX Descoperit: jud. Bihor, com. BORȘ, Vama Borș Dimensiuni: L: 110 cm; LA: 50 cm; I: 215 cm Material: Cutie tip dulap-vitrină, formată dintr-un corp, confecționată din lemn furniruit, prelucrată artistic în manieră barocă, cu forme ce prevestesc secessionul, ușa din partea inferioară nu este originală                                                                                                  | Cutia automatului, tip dulap-vitrină cu rotile, este confecționată din lemn furniruit. Elementele decorative sunt tributare manierei baroce. O mare parte din decorațiuni au fost obținute prin traforare. Pe ușa de acces spre mecanism și instrumente, este o pictură, un triptic, un peisaj cu lac și două lebede, în prim plan. În planul secund al picturii se poate observa un pod, o margine de pădure și un petic de cer. În interiorul dulapului sunt dispuse, în mod grupat, instrumentele. Ele sunt comandate de un cilindru cu știfturi, având șase melodii înregistrate elicoidal. Cilindrul este acționat de o manivelă, pe principiul mecanismului de ceasornic cu greutăți și prin introducerea unei monede de 10 filleri într-un orificiu placat cu metal, situat pe fața laterală stângă și purtând următoarea inscripție în limba germană: “Eiwert”(introduceți), iar dedesubt ”1x10 Heller” (1x10 filleri). Deasupra ușii de acces o inscripție lizibilă consemnează: ERSTE PRAGER MUSIKWERKE UND ORCHESTRION FABRIK, DIEGO FUCHS – PRAG (PRIMA FABRICĂ PRAGHEZĂ DE INSTRUMENTE MUZICALE ȘI ORCHESTRIOANE ”DIEGO FUCHS” – PRAGA). În epocă, aceste tipuri de automate creau buna dispoziție în localurile publice, aducând beneficiu pecuniar proprietarului. | Muzeul Țării Crișurilor, Oradea   | Cimec    |
|      | Locomotivă electrică Autor: Allgemeine Elektrizität Gesellschaft (AEG) Berlin                                                                        | Datare: începutul secolului al XX-lea Școală: Fabrica de mașini, vagoane și turnătoria de fier a societății pe acțiuni „Johann Weitzer”, filiala Siemens-Schuckert-Werke Budapesta Dimensiuni: L=5,230 mm; LA=2,200 mm; Î=3,500 mm Material: Boghiu turnat echipat cu roți cu spițe și cși monobloc, osii din oțel, cutia locomotivei este o construcție din tablă și profile de oțel, tampoane standard de locomotivă, din oțel | Locomotivă electică de manevră, de mici dimensiuni și ecartament normal (1435 mm); boghiu echipat cu două osii; două roți cu spițe, două monobloc fiecare având diametrul de 900 mm; cutia locomotivei construită pe schelet metalic, fiind prevăzută cu o singură cabină de conducere plasată central, căptușită în interior cu material lemnos, cutia dispune de un loc special pentru depozitarea nisipului ce se utiliza pe timp de iarnă pentru aderența dintre roțile sale și calea de rulare; echipată cu tampoane standard de locomotivă; sistem de alimentare de tip troleu-liră (1 buc.). Dimensiuni de gabarit: 5,230 x 2,200 x 3,500 mm; distanța dintre tampoane: 5,400 mm; distanța dintre axele osiilor: 1,800 mm. | S.C. Transport Local S.A., Oradea | Cimec    |
|      | Mașină de scris Autor: Adlerwerke vom Heinrich Kleyer Aktiengeselschaft                                                                              | Dimensiuni: L: 35 cm; La: 37 cm; Î: 13 cm Material: oțel | Este un bun cultural tridimensional, de culoare neagră, cu lățimea (adâncimea) vizibil mai mare decât lungimea. Mecanismul său este montat pe un cadru metalic. Capacul suportului – obținut prin deformare plastică, care acoperă o bună parte a sistemului de pârghii din componență – în speță barele destinate caracterelor alfanumerice, are o formă mai plastică – având baza asemănătoare cu o porțiune limitată a unui sector de cerc. Acesta este decorat cu blazonul firmei - un vultur coborând pe o roată cu spițe -, inscripția mărcii și cea a producătorului. Pe partea laterală a capacului, la loc vizibil, este fixat un clișeu metalic afișând datele Reprezentanței pentru România, a firmei. Obiectul de referință este un model cu lovire în față, acționat prin împingere, tastatura dispusă pe trei rânduri, având schimbătoare duble. Prin intermediul tastaturii, caracterul alfanumeric s-a imprimat pe hârtia încordată în dispozitivul/sulul aparatului. Trecerea la rândul următor se realiza prin acționarea manetei de revenire a pârghiei, situată în partea de jos, la dreapta. | Muzeul Țării Crișurilor, Oradea   | Cimec    |
|      | Mașină de scris Autor: Royal Typewriter CO Inc., N.Y. U.S.A.                                                                                         | Dimensiuni: L: 41 cm; La: 37 cm; Î: 24 cm Material: metal; sticla | Este un bun cultural tridimensional, cu car normal. Mecanismul său este montat într-o carcasă metalică de culoare neagră. Capacul cutiei, care acoperă doar parțial barele destinate caracterelor alfanumerice, din componența sistemului de pârghii, îndeplinește și rol de susținere pentru cele două bobine destinate înfășurării panglicii imprimate cu tuș. Modelul de referință are un număr de câte un panou de sticlă, pe fiecare din cele două părți laterale (nu se știe cu exactitate când s-a efectuat această modificare, dat fiind faptul că versiunile inițiale dispuneau de câte două panouri de sticlă în locurile menționate anterior). Suportul de susținere a hârtiei este decorat cu blazonul firmei și inscripția mărcii. Prin intermediul tastaturii – și ea parte a mecanismului cu pârghii, caracterele alfanumerice erau imprimate pe hârtia încordată în dispozitivul/sulul aparatului. Trecerea la rândul următor se realiza prin acționarea manetei de revenire a pârghiei. | Muzeul Țării Crișurilor, Oradea   | Cimec    |
|      | Euphonion Autor: Polyphon (Fabrica de Instrumente Muzicale) (?)                                                                                      | Datare: ultimul sfert al secolului al XIX-lea Dimensiuni: L=60 cm; LA=60 cm; I= 135m Material: cutie formată din două corpuri, confecționată din lemn furniruit, prelucrat artistic în manieră barocă | Cutia din lemn furniruit, tip dulap-vitrină, formată din două corpuri, este prelucrată artistic în manieră barocă. La corpul superior, domină elemente din lemn strunjit, colonade cu decorații sferice și decorațiuni prin traforare în ușa corpului central. Sticla montată în ușă are o decorațiune: două chenare simple și o inscripție cu litere mari de tipar: „Huzly István”, iar dedesubt „Temesvár”. Mai jos este situat mecanismul automatului muzical. Pe frontonul corpului superior, o inscripție consemnează: „Euphonion”. Deasupra frontonului, domină o ornamentație semicirculară cu aspect de scoică. Instrumentul utilizează discuri metalice perforate, interschimbabile (locașul de păstrare a discurilor este în corpul inferior al cutiei). Modul de funcționare este identic cu cel al polyphonului. Euphonionul putea fi pus în funcțiune și cu ajutorul unei monede - orificiul de introducere a monedelor este situat pe fațada laterală dreaptă, fiind placat cu o decorațiune metalică bogat ornată în manieră barocă. Deasupra orificiului de introducere a monedelor, se află o plăcuță metalică, cu inscripția în limba maghiară: „Kérek 1 krt.” (cer un crăițar). Tot pe fațada laterală din dreapta se află și manivela ce pune în funcțiune mecanismul cu arc. | Muzeul Țării Crișurilor, Oradea   | Cimec    |
|      | Edison Autor: Sternberg Ármin și fratele (Fabrica cezaro-crăiască de instrumente muzicale)                                                           | Datare: sfârșitul secolului al XIX-lea - începulul secolului al XX-lea Dimensiuni: L = 30 cm; LA = 21 cm; I = 21 cm Material: cutie simplă din lemn natur lăcuit | Partea estetică este subordonată în totalitate destinației tehnice. Carcasa este o cutie simplă din lemn natur lăcuit, așezată pe o bază ieșindă. Aparatul este alcătuit dintr-o pâlnie amplificatoare, la capătul căreia se află o membrană elastică de care este legat un ac. Vârful acestuia se sprijină pe un cilindru (suprafață conică) acoperit cu foiță de cositor. Cilindrul este acționat, cu viteză constantă, de un motoraș cu arc de oțel, așezat într-o cutie de lemn. Prin vibrația membranei, acul se deplasează pe o direcție perpendiculară pe axul cilindrului. Astfel, pe suprafața laterală a corpului de rotație, se formează un șanț elicoidal cu adâncimi diferite, în funcție de intensitatea sunetului. Redarea se realizează prin deplasarea acului prin șanț. Pe capacul superior al cutiei din lemn este montată o plachetă din metal, cu inscripție, folosind majuscule, în limba engleză: „Manufactură, după licență Thomas Alva Edison, Orange, N.J. S.U.A, mai 8. 1888, iulie 31. 1888, noiembrie 27. 1888, decembrie 4. 1888, februarie 5. 1889, aprilie 2. 1889, noiembrie 12. 1889, iunie 17. 1890, mai 24. 1891, iunie 9. 1891, decembrie 29. 1891, octombrie 18. 1892, iunie 20. 1893, ianuarie 23. 1894, mai 31. 1898. Acest instrument se comercializează sub licență și se poate utiliza sau vinde numai cu piese originale. Fiecare posesor al acestui aparat recunoaște validitatea patentelor enumerate mai sus. Număr serie S 34275”. Marcă / Semnătură: Trade Thomas A. Edison (pe parte superioară) „Sternberg Ármin és Testvére császári és királyi udvari hangszer-gyár, Budapest, Törv. védjegy” (Gesetzt geschützt, germană), (marcă în limba maghiară, situată pe o vignetă aplicată pe partea inferioară a aparatului). | Muzeul Țării Crișurilor, Oradea   | Cimec    |